# Bandera de la ciudad de Cumaná
La bandera de la ciudad de Cumaná en Venezuela según modelo conservado en el Archivo de Indias en España, se compone de una banda superior amarilla y una inferior azul en posición horizontal, con el escudo de la ciudad en el centro.